# Дубенка (приток Берёзки)
Дубенка — река в России, протекает по Новгородскому району Новгородской области. Устье реки находится в 0,6 км по правому берегу реки Берёзка у деревни Фарафоново. Длина реки составляет 16 км.

## Данные водного реестра
По данным государственного водного реестра России относится к Балтийскому бассейновому округу, водохозяйственный участок реки — Бассейн оз. Ильмень без рр. Мста, Ловать, Пола и Шелонь, речной подбассейн реки — Волхов. Относится к речному бассейну реки Нева (включая бассейны рек Онежского и Ладожского озера).
Код объекта в государственном водном реестре — 01040200512102000025119.